# Ricky Knight
Patrick Frary, noto anche con lo pseudonimo di "Rowdy" Ricky Knight (Norwich, 24 dicembre 1953), è un wrestler britannico, fondatore e proprietario della World Association of Wrestling, federazione con sede a Norwich.

## Carriera nel wrestling
Frary, mentre stava lavorando come buttafuori, incontrò Jimmy Ocean, wrestler professionista e allenatore. Gli disse che gli sarebbe piaciuto lottare e incominciò ad allenarsi. Completati i primi allenamenti, iniziò a lottare insieme ad Ocean formando un tag team. Negli anni '90 la squadra divenne famosa in tutto il circuito indipendente britannico con il nome "The Superflys". Manager della loro squadra fu la moglie di Frary, Sweet Saraya. I Superflys lottarono anche nella All Star Wrestling dove vinserò il  British Open Tag Team Championship per ben 4 volte.
Nel 1994, Frary e sua moglie Saraya Knight, insieme ad Ocean, fondarono la World Association of Wrestling, federazione con sede a Norwich. Ocean abbondonò il progetto l'anno successivo. La federazione include anche la scuola di wrestling "WAW Academy", la più longeva di tutto il continente europeo, dove svolgono la funzione di allenatori anche i suoi figli, Roy e Zak, anche loro wrestler. Frary fa anche parte del roster e in carriera ha detenuto una volta il WAW World Heavyweight Championship e una volta il WAW Tag Team Championship insieme a Jimmy Ocean.

## Vita privata
Frary trascorse otto anni in prigione principalmente per atti violenti.
Frary si sposò due volte, ebbe due figli dal matrimonio precedente e tre con l'attuale moglie Julia Bevis, tutti quanti wrestler professionisti: Paige (nata il 17 agosto 1992), Zak Zodiac e Roy Knight (noto anche come Zebra Kid).

## Nella cultura di massa
Nel 2012, fu realizzato un documentario sulla sua vita e dei suoi figli dal titolo: "The Wrestlers: Fighting with My Family". Il documentario, nel 2019, fu adattato in un film biografico dal titolo Una famiglia al tappeto, scritto e diretto da  Stephen Merchant e prodotto da Dwayne Johnson, dove Patrick Frary è interpretato da Nick Frost.

## Titoli e riconoscimenti
- All Star Wrestling
  - British Open Tag Team Championship (4) - con Jimmy Ocean[2][4]
- DAM Promotions
  - DAM Heavyweight Championship (1)[5]
- Extreme World Wrestling
  - EWW St George's Championship (1)[4]
- Herts and Essex Wrestling
  - HEW Heavyweight Championship (2)[4]
  - HEW Tag Team Championship (3) - con Jimmy Ocean(1), Chuck Cyrus(1), and Karl Kramer(1)[6]
- Independent Pro Wrestling Germany
  - IPW Senior Championship (1)[7]
- Playhouse Wrestlefest
  - Wrestlefest Tag Team Championship (1) - con Zak Zodiac[8]
- Premier Promotions
  - PWF Heavyweight Championship (1)[4]
  - PWF Mid-Heavyweight Championship (1)[4]
  - PWF Tag Team Championship (1) - con Roy Knight[4]
- Pro Wrestling Illustrated
  - Ranked No. 457 of the top 500 singles wrestlers in the PWI 500 in 2019[9]
- Real Deal Wrestling
  - RDW British Heavyweight Championship (1)[4]
  - RDW Tag Team Championship (1) - con Zak Zodiac[4]
- The Wrestling Alliance
  - British Heavyweight Championship (1)[4]
  - British Open Tag Team Championship (1) - con Roy Knight[2][4]
- World Association of Wrestling
  - WAW World Heavyweight Championship (1)[10]
  - WAW Hardcore Championship (1)[11]
  - WAW World Tag Team Championship (1) - con Jimmy Ocean[10]
  - WAW Pontins Open Championship (1)[12]
  - Easter Area Championship (1)[13]
- World Wide Wrestling League
  - W3L Heavyweight Championship (1)[4]
- X Wrestling Alliance
  - British Inter-Federation Cup (2007) - con Jo FX, Kraft, e Zak Zodiac[14]